# Шмигальов Євген
Євген Шмигальов (біл. Яўген Шмыгалёў$v1927 або 1928 — 1 вересня 2000) — інженер, один із авторів статті «Куропати — дорога смерті».
Навчався у військовому училищі. Після закінчення Мінського політехнічного інституту працював на мінському заводі «Белвар», а потім — інженером-конструктором на заводі Леніна. Цікавився історією Білорусі.
Відомий насамперед як співавтор з Зеноном Позняком статті «Куропати — дорога смерті». Стаття була надрукована в газеті «Література і мистецтво» 3 червня 1988 року і стала інформаційним вибухом в історії Білорусі. Історія Куропат стала відома суспільству, а статтю в перекладі на російську мову передрукували кілька російських видань.